# Chaetolopha oxyntis
Chaetolopha oxyntis là một loài bướm đêm trong họ Geometridae.